# Sphinx de l'épilobe
Proserpinus proserpina
Espèce
Le Sphinx de l'épilobe ou Sphinx de l'œnothère (Proserpinus proserpina) est une espèce de lépidoptères (papillons) de la famille des Sphingidae, de la sous-famille des Macroglossinae, de la tribu des Macroglossini et du genre Proserpinus.

## Description

### Adulte
Envergure du mâle : de 20 à 21 mm, mais des exemplaires plus petits existent.
Le fond des ailes antérieures est vert (parfois brun ou gris), avec une bande médiane sombre. Les ailes inférieures sont jaunes avec une marge brune ornée d'une fine ligne blanche à l'apex, (les ailes inférieures ne sont pas visibles sur la photo du haut, hormis deux minuscules fragments, le papillon étant au repos).

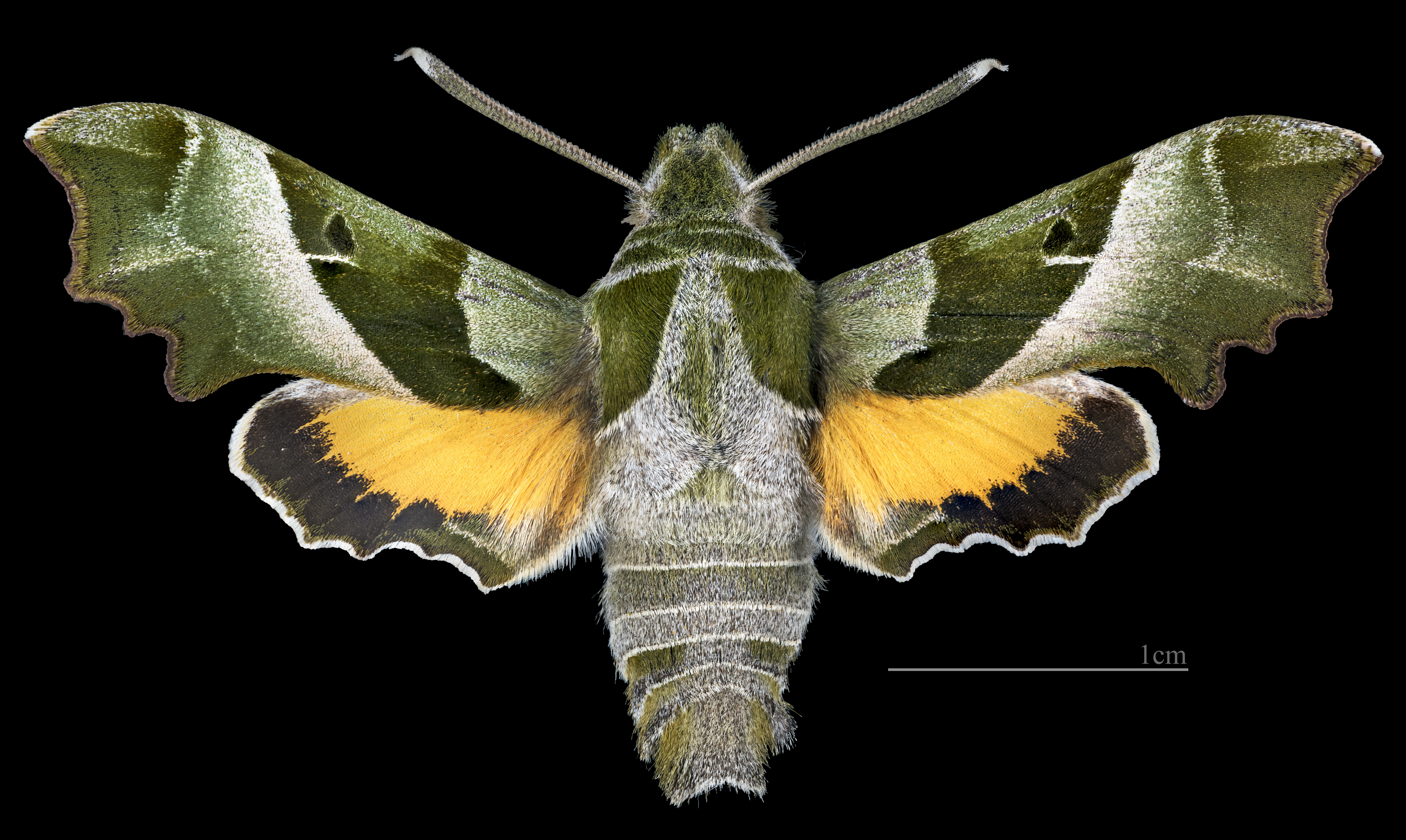
Proserpinus proserpina ♂
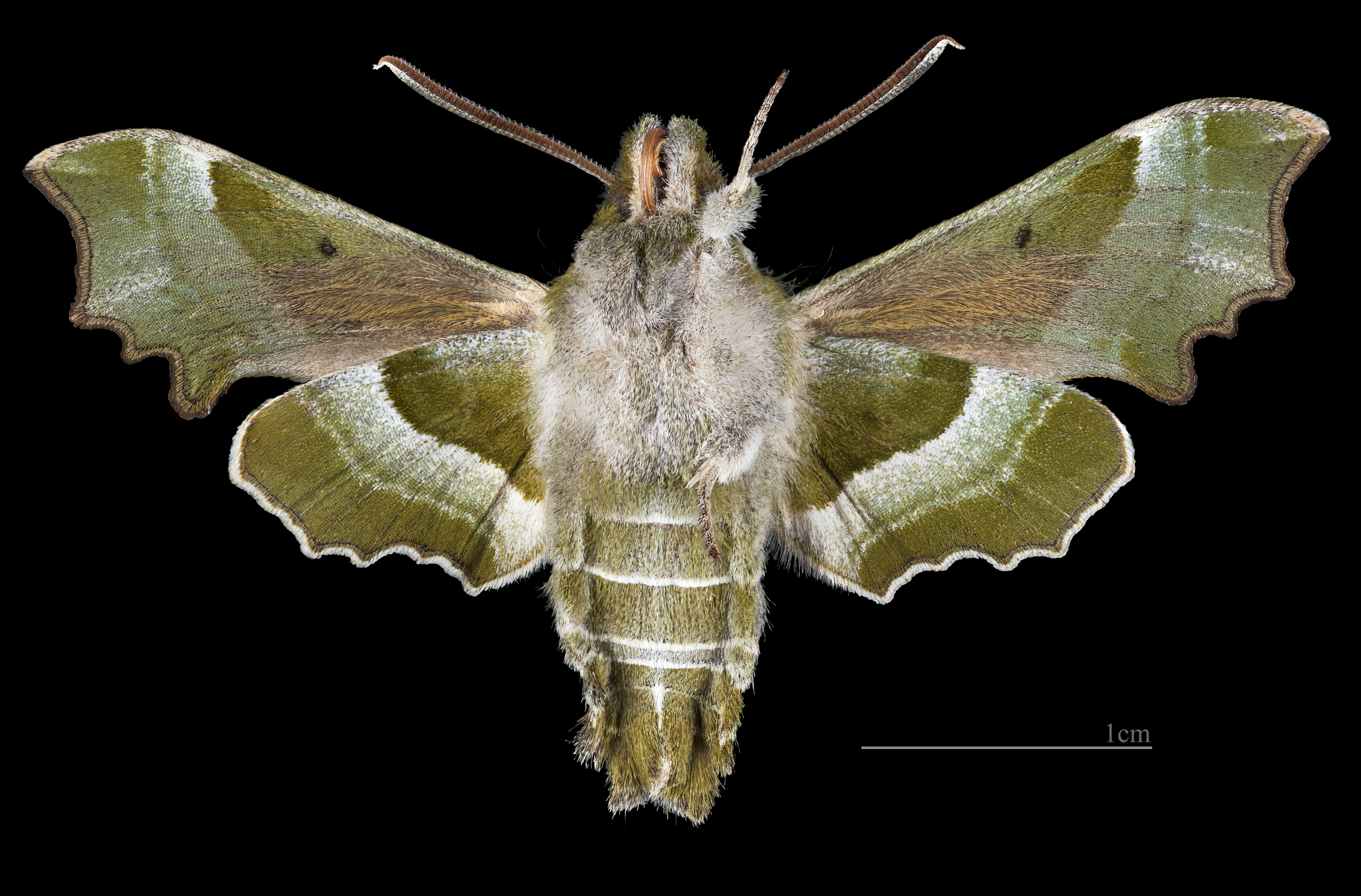
Proserpinus proserpina ♂  △
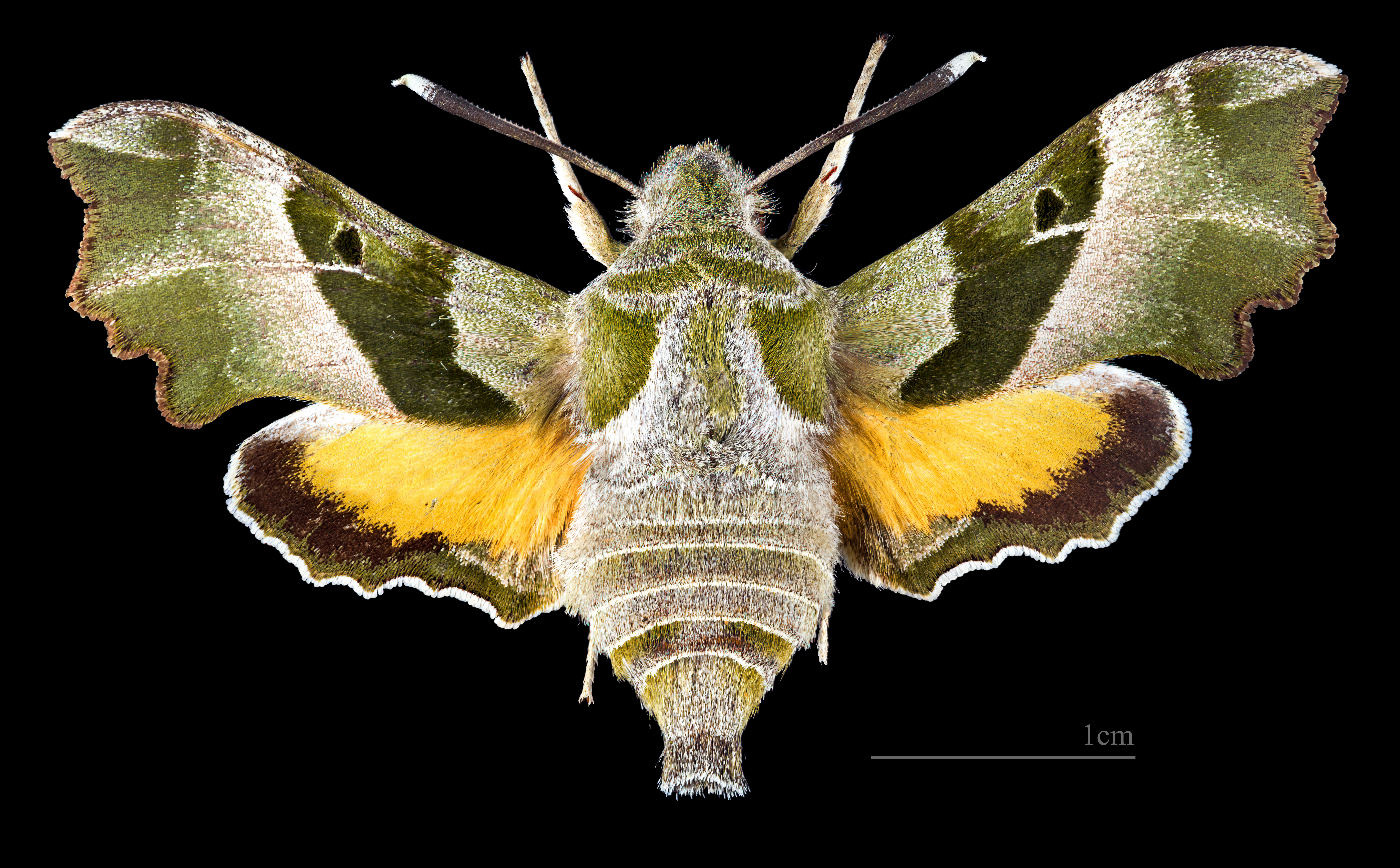
Proserpinus proserpina ♀
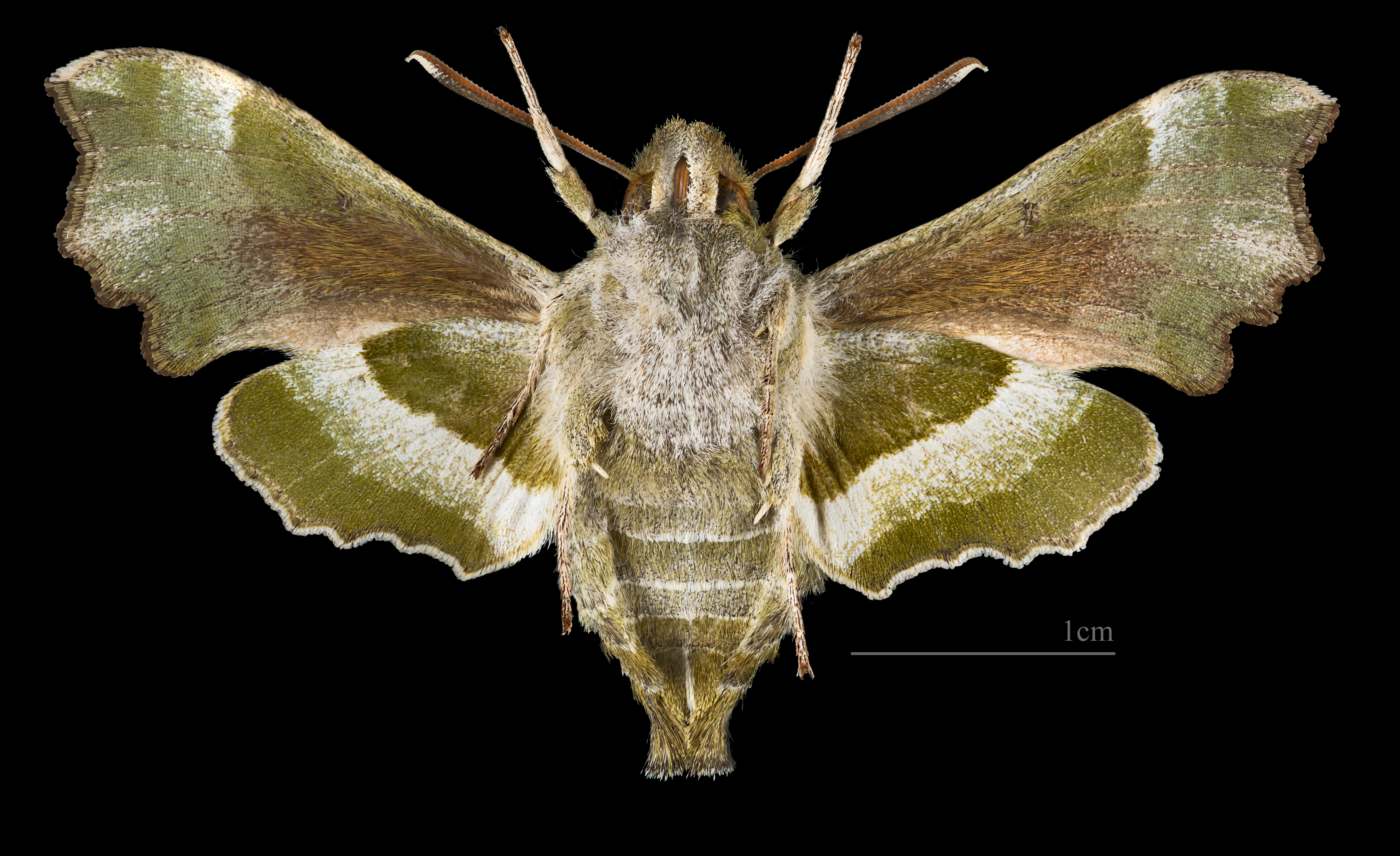
Proserpinus proserpina  ♀ △

### Chenille
Elle ne porte pas de petite corne à l'arrière du corps contrairement aux autres chenilles de Sphinx. Vert terne quand elle est jeune, elle devient le plus souvent gris brun par la suite (mais parfois elle possède un fond vert).

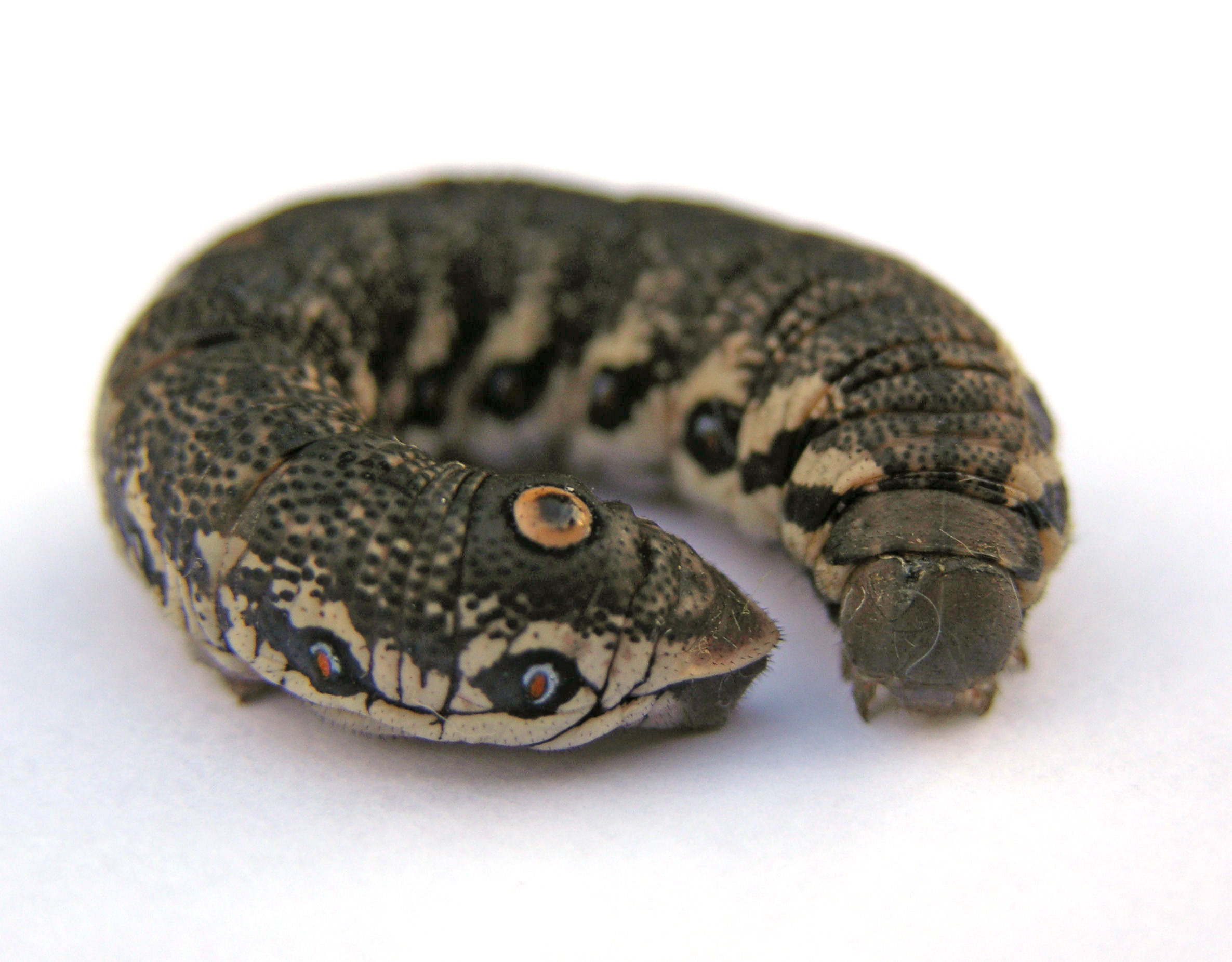
Chenille au dernier stade.

## Répartition

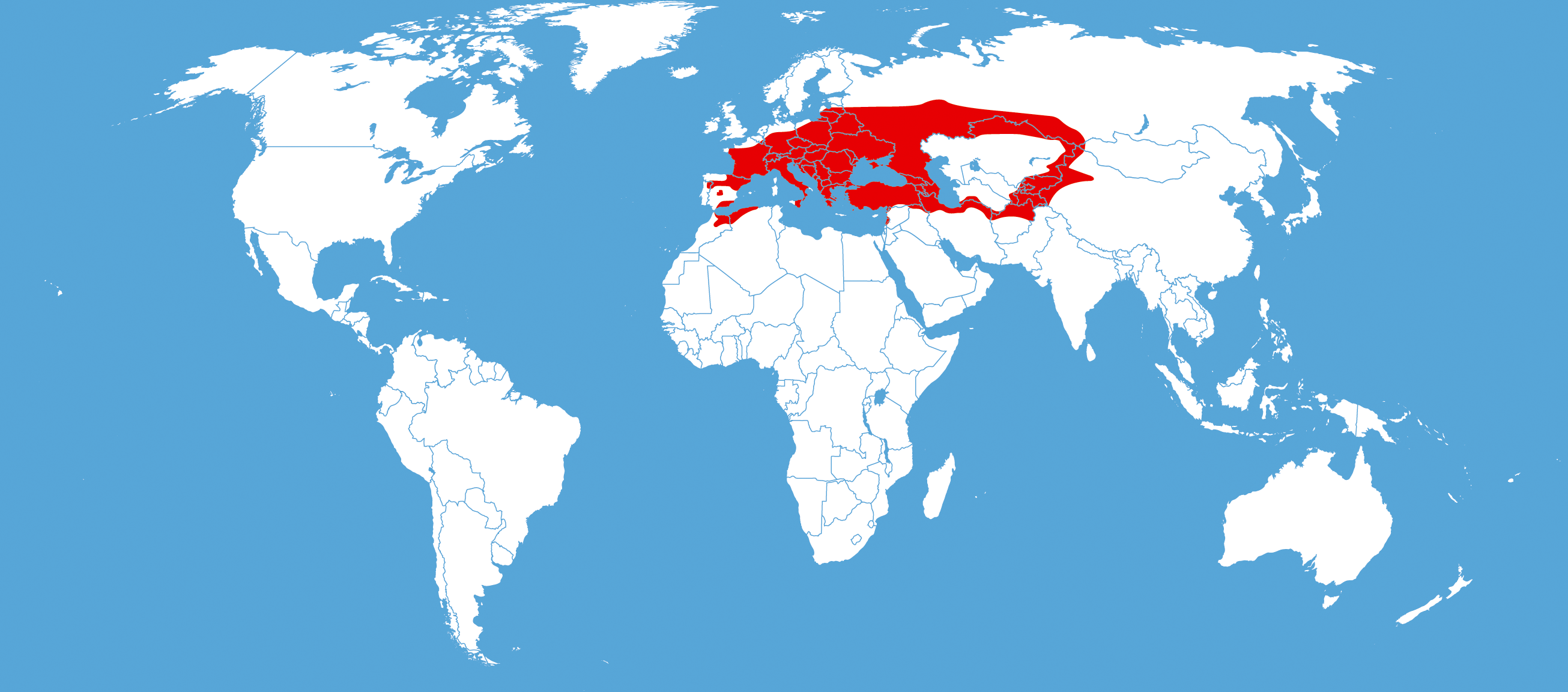
Aire de répartition.

Espèce plutôt méditerranéenne, elle est présente dans le Sud et le centre de l’Europe, en Afrique, du Maroc jusqu'en Asie (Iran). On la trouve dans presque toute la France métropolitaine.

## Écologie
Souvent diurne, ce sphinx visite les fleurs à la façon d'un colibri, mais est plus actif au crépuscule. Les œufs, les chenilles et les chrysalides de ce papillon sont très fragiles. Lors d'élevages pédagogiques, il est recommandé de ne pas toucher.

### Période de vol
Univoltins, les imagos volent habituellement en France d'avril à juin, mais sont bivoltins dans les contrées plus chaudes (visibles jusqu'en août).

### Plantes hôtes
Les plantes hôtes de la chenille sont principalement des épilobes (Epilobium), mais aussi des œnothères (Oenothera), des fuchsias, la lysimaque pourpre.

## Systématique
- L'espèce Proserpinus proserpina a été décrite par l'entomologiste allemande Peter Simon Pallas en 1772, sous le nom initial de Sphinx proserpina[4].
- C'est l'espèce type pour le genre.

### Synonymie
- Sphinx proserpina Pallas, 1772 Protonyme
- Sphinx oenotherae Schiffermüller, 1775[5]
- Sphinx schiffermilleri Fuessly, 1779 [6]
- Sphinx francofurtana  (Fabricius, 1781)
- Proserpinus aenotheroides Butler, 1876 [7]

## Protection
Au niveau international, le Sphinx de l'épilobe est protégé par la Convention de Washington sur le commerce international des espèces de faune et de flore sauvages menacées d'extinction (Annexe A).
Au niveau européen, il est inscrit sur la liste des insectes strictement protégés de l'annexe 2 de la Convention de Berne relative à la conservation de la vie sauvage et du milieu naturel de l’Europe. Il est également protégé par la Directive 92/43/CEE du Conseil du 21 mai 1992 concernant la conservation des habitats naturels ainsi que de la faune et de la flore sauvages (Annexe IV).
Au niveau national, c'est une espèce protégée par arrêté publié au Journal officiel du 24 septembre 1993 ainsi que par l'arrêté du 23 avril 2007 fixant les listes des insectes protégés sur l'ensemble du territoire et les modalités de leur protection.